# Pleuroprucha dispunctata
Pleuroprucha dispunctata là một loài bướm đêm trong họ Geometridae.